# Theo Corbeanu
Theodor Alexander „Theo” Corbeanu (ur. 17 maja 2002 w Hamilton) – kanadyjski piłkarz rumuńskiego pochodzenia grający na pozycji napastnika na wypożyczeniu w klubie Toronto FC.

## Kariera juniorska
Corbeanu grał jako junior w Toronto FC (do 2018) i w Wolverhampton Wanderers F.C. (2018–2020).

## Kariera seniorska

### Wolverhampton Wanderers U23
Corbeanu zadebiutował w drugiej drużynie Wolverhampton Wanderers 3 lutego 2020 w meczu z Southampton U23 (przeg. 1:0). Pierwszą bramkę zawodnik ten zdobył 12 września 2020 w wygranym 3:2 spotkaniu przeciwko Burnley U23.

### Wolverhampton Wanderers F.C.
Corbeanu zaliczył debiut w barwach Wolverhampton Wanderers F.C. 16 maja 2021 w przegranym 2:0 spotkaniu przeciwko Tottenham Hotspur F.C..

### Sheffield Wednesday F.C.
Corbeanu został wypożyczony do Sheffield Wednesday F.C. 2 sierpnia 2021. Zadebiutował on dla tego klubu 28 sierpnia 2021 w meczu z Morecambe F.C. (przeg. 1:0). Pierwszą bramkę zawodnik ten zdobył 2 listopada 2021 w wygranym 3:0 spotkaniu przeciwko Sunderlandowi A.F.C.. Łącznie dla Sheffield Wednesday F.C. Kanadyjczyk rozegrał 18 meczów, strzelając 2 gole.

### Milton Keynes Dons F.C.
Corbeanu przyszedł na wypożyczenie do Milton Keynes Dons F.C. 7 stycznia 2022. Debiut dla tego klubu zaliczył on 11 stycznia 2022 w wygranym 1:0 spotkaniu przeciwko AFC Wimbledon. Pierwszego gola piłkarz ten strzelił 15 stycznia 2022 w meczu z Portsmouth F.C. (wyg. 1:2).

## Kariera reprezentacyjna
| Mecze i gole w reprezentacji | Mecze i gole w reprezentacji | Mecze i gole w reprezentacji | Mecze i gole w reprezentacji | Mecze i gole w reprezentacji | Mecze i gole w reprezentacji | Mecze i gole w reprezentacji | Mecze i gole w reprezentacji                  |
| Rumunia U-16                 | Rumunia U-16                 | Rumunia U-16                 | Rumunia U-16                 | Rumunia U-16                 | Rumunia U-16                 | Rumunia U-16                 | Rumunia U-16                                  |
| Lp.                          | Data                         | Miejsce                      | Gospodarz                    | Gość                         | Wynik                        | Gol                          | Rozgrywki                                     |
| ---------------------------- | ---------------------------- | ---------------------------- | ---------------------------- | ---------------------------- | ---------------------------- | ---------------------------- | --------------------------------------------- |
| 1.                           | 13.03.2018                   | Buftea                       | Rumunia U-16                 | Włochy U-15                  | 1:0                          |                              | Mecz towarzyski                               |
| 2.                           | 15.03.2018                   | Buftea                       | Rumunia U-16                 | Włochy U-15                  | 1:0                          |                              | Mecz towarzyski                               |
| 3.                           | 12.04.2018                   | Mogoşoaia                    | Rumunia U-16                 | Holandia U-16                | 2:2                          |                              | Mecz towarzyski                               |
| 4.                           | 14.04.2018                   | Mogoşoaia                    | Rumunia U-16                 | Polska U-16                  | 0:2                          |                              | Mecz towarzyski                               |
| 5.                           | 06.05.2018                   | Gruzja                       | Kazachstan U-16              | Rumunia U-16                 | 1:3                          |                              | Mecz towarzyski                               |
| Rumunia U-17                 |                              |                              |                              |                              |                              |                              |                                               |
| Lp.                          | Data                         | Miejsce                      | Gospodarz                    | Gość                         | Wynik                        | Gol                          | Rozgrywki                                     |
| 1.                           | 30.09.2018                   | Telki                        | Węgry U-17                   | Rumunia U-17                 | 0:0                          |                              | Mistrzostwa Europy U-17 2019 – eliminacje     |
| 2.                           | 03.10.2018                   | Csákvár                      | Serbia U-17                  | Rumunia U-17                 | 2:2                          |                              | Mistrzostwa Europy U-17 2019 – eliminacje     |
| 3.                           | 06.10.2018                   | Csákvár                      | Litwa U-17                   | Rumunia U-17                 | 0:4                          |                              | Mistrzostwa Europy U-17 2019 – eliminacje     |
| 4.                           | 07.02.2019                   | Buftea                       | Rumunia U-17                 | Szwecja U-17                 | 0:5                          |                              | Mecz towarzyski                               |
| 5.                           | 11.02.2019                   | La Manga                     | Norwegia U-17                | Rumunia U-17                 | 2:0                          |                              | Mecz towarzyski                               |
| 6.                           | 20.03.2019                   | Manavgat                     | Austria U-17                 | Rumunia U-17                 | 5:1                          |                              | Mistrzostwa Europy U-17 2019 – runda elitarna |
| 7.                           | 23.03.2019                   | Manavgat                     | Włochy U-17                  | Rumunia U-17                 | 3:0                          |                              | Mistrzostwa Europy U-17 2019 – runda elitarna |
| 8.                           | 26.03.2019                   | Manavgat                     | Turcja U-17                  | Rumunia U-17                 | 1:3                          |                              | Mistrzostwa Europy U-17 2019 – runda elitarna |
| Kanada                       |                              |                              |                              |                              |                              |                              |                                               |
| Lp.                          | Data                         | Miejsce                      | Gospodarz                    | Gość                         | Wynik                        | Gol                          | Rozgrywki                                     |
| 1.                           | 26.03.2021                   | Orlando                      | Bermudy                      | Kanada                       | 1:5                          | Gol                          | Mistrzostwa Świata 2022 – eliminacje          |
| 2.                           | 30.03.2021                   | Bradenton                    | Kajmany                      | Kanada                       | 0:11                         |                              | Mistrzostwa Świata 2022 – eliminacje          |
| 3.                           | 06.06.2021                   | Bradenton                    | Aruba                        | Kanada                       | 0:7                          |                              | Mistrzostwa Świata 2022 – eliminacje          |
| 4.                           | 12.07.2021                   | Kansas City                  | Martynika                    | Kanada                       | 1:4                          | Gol                          | Złoty Puchar CONCACAF 2021                    |
| 5.                           | 26.07.2021                   | Arlington                    | Kostaryka                    | Kanada                       | 0:2                          |                              | Złoty Puchar CONCACAF 2021                    |
| 6.                           | 30.07.2021                   | Houston                      | Meksyk                       | Kanada                       | 2:1                          |                              | Złoty Puchar CONCACAF 2021                    |